# Сіцінський Юхим Йосипович
Юхим (Євтим, Євфимій) Йосипович Сіцінський (Січинський, Сіцинський; 27 жовтня 1859, Мазники — 7 грудня 1937, Кам'янець-Подільський) — український історик, археолог і культурно-громадський діяч Поділля, православний священник, член Історичного товариства Нестора-літописця (від 1896), дійсний член НТШ (від 1899) і Українського наукового товариства в Києві (від 1906), Київського товариства охорони пам'ятників старовини та мистецтва.

## Життєпис
Народився 27 жовтня 1859 року в селі Мазники Подільської губернії (нині Хмельницька область) у родині священника. Офіційною датою народження є 22 грудня (за новим стилем), однак за свідченнями самого вченого, народився він на 2 місяці раніше — встановлено, що найбільш імовірною датою народження є 27 жовтня за новим стилем. Дата 22 грудня з'явилася при заповненні метрики, яку забули вчасно оформити.
Був четвертою дитиною у великій священницькій родині Йосипа та Ксенії Сіцінських. Усього у батьків було 8 дітей — Стефанида, Володимир (став священником), Єлизавета (померла маленькою), Юхим, Олександра, Юлія, Глафіра, Єлизавета.
Предки його були священниками у цьому ж селі з кінця XVIII століття і до 1898 року — прадід Федір, вихідець із села Січинці (звідси походить прізвище, що 1803 року перетворилося на Сіцінський), дід Симеон, батько Йосип. Батько 1898 року вийшов за штат і священником став його зять.
1870 року Юхим вступив до Кам'янецького духовного училища. Згодом закінчив Подільську духовну семінарію в Кам'янці-Подільському (1881 рік), 1885 — Київську духовну академію, здобувши ступінь кандидата богослів'я.
Після закінчення навчання та одруження 1885 року Юхим Сіцінський переїхав у місто Бахмут, де викладав російську мову та закон Божий у місцевому духовному училищі.
1889 року родина Сіцінських переїздить до Кам'янця-Подільського. Юхим Сіцінський приймає священницький сан. Ініціює створення музею старожитностей, стає членом Подільського історико-статистичного комітету.
1895 року виходять з друку історичні праці — книги «Город Каменец Подольский. Историческое описание» та «Приходы и церкви Подольской епархии. Каменецкий уезд».

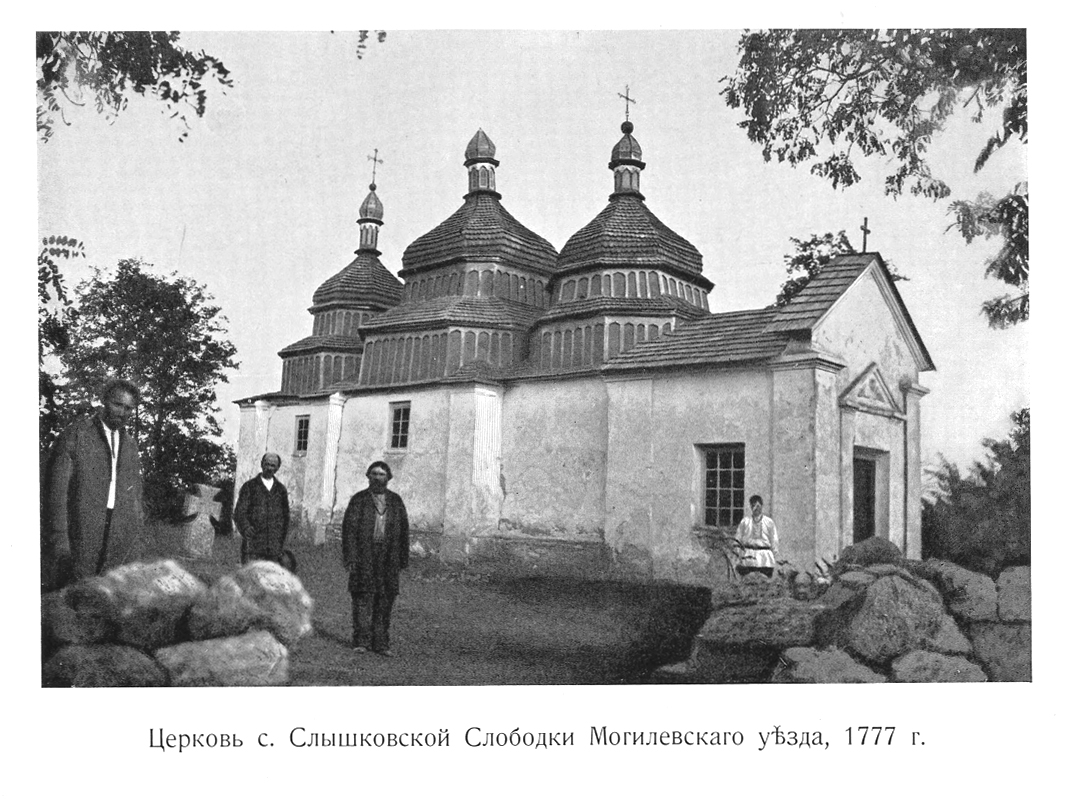
Церква село Слобода-Шлишковецька, автор Юхим Сіцінський

Протоієрей Кафедрального собору, учитель релігії (до 1918), викладач Кам'янець-Подільського державного українського університету (1918–1920) й інституту народної освіти (1920–1926).

Панорама Чорнокозинці, автор Юхим Сіцінський

3 липня 1920 року в Кам'янці-Подільському РНМ УНР ухвалила призначення професора Василя Біднова та приват-доцента Євтима Сіцінського членами Ради міністерства ісповідань.
Засновник і директор історико-археологічного музею з його бібліотекою (1890—1922), редактор журналу «Подольские Епархиальные Ведомости», голова Подільського церковного історико-археологічного товариства (1903—1919) і редактор «Трудов…» (випуск VI, VIII—XII; 1893—1917).
Активний член Старої Української Громади на Поділлі (з 1901), співзасновник «Просвіти» (1905), організатор наукового життя на Поділлі. У 1920-их роках член Всеукраїнської Археологічної Комісії і співробітник Історичної Секції УАН
Був одним із засновників і старшиною «Українського клубу» в місті Камянці-Подільському (1919-1920 рр.). Сходини старшин проходили в його будинку, що й досі стоїть на вулиці Лесі Українки, 46.
Брав участь у роботі Кам'янець-Подільського наукового товариства при ВУАН, яке існувало від 1925 до 1930 року.
У 1920–30-х роках зазнав переслідувань з боку радянської влади, 1921 року звинувачений у контрреволюції та заарештований, а 1929 року вчергове заарештований та звинувачений у причетності до справи «Спілки Визволення України».
У 1931–1933 роках працює у Києві науковим співробітником Всеукраїнського музейного містечка. Після звільнення з роботи у серпні 1933 року повертається у Кам'янець. 
Міська радянська влада Кам’янця реквізувала будинок вченого, а його самого переселила у найману кімнатку на околиці міста. Опинившись без власного житла, він вимушений був розпродати унікальну бібліотеку, позбутись архіву та меблів. Старший чоловік важко переживав такі речі та захворів, а через пару років зліг паралізований. 7 грудня 1937 року помер і похований на Руськофільварецькому цвинтарі у Кам'янці-Подільському.

## Родина
Був одружений із Марією Тлустовською (1868—1923), у шлюбі з якою народилися четверо дітей — Сергій, Валентина, Володимир та Тетяна. Володимир повернув собі первісне написання прізвища і знову став Січинським.
Після смерті першої дружини одружився вдруге 1926 року з Оленою Перцель (1888—?).

## Праці
У творчому доробку вченого – понад 300 наукових праць і 150 статей-рецензій на більш ніж 1150 історико-краєзнавчих та етнографічних статей з різних видань. Численні праці Сіцінського стосуються: історії, археології, релігії, мистецтва, архітектури, етнографії, фольклору Поділля. Важливіші з них:
- «Бакота — древняя столица Понизья» (1889).
- «Исторические сведения о приходах и церквах Подольской епархии» («Труды Подольского епархиального историко-статистического комитета», 7 тт. (1895—1911).
- «Материалы для истории монастырей Подольской епархии» (у «Трудах…», випуск 5, 1891).
- «Город Каменец Подольский. Историческое описание» (1895).
- Археологическая карта Подольской губернии (1901).
- «Исчезающий тип деревянных церквей Подолии» (1904).
- «Роспись церков в южнорусском стиле» (1907).
- Исторические местности Подолии и их достопримечательности. Каменец-Подольск, 1911
- «Начерки з Історії Поділля» («Записки Кам'янець-Подільського Державного Українського Університету» (1920).
- «Нариси з історії Поділля», ч. 1—2 (1927).
- Оборонні замки Західного Поділля XIV—XVII ст. (1928).
- Сіцінський Є. Нариси з історії Поділля : з 48 мал. та іст.-археол. картою. Ч. 1. Нарис. 1. Загальний огляд історії Поділля ; Нарис 2. Передісторія Поділля / Євтим Сіцінскій ; Вінниц. філ. Всенар. б-ки України при Укр. Акад. Наук. Кабінет виучування Поділля. – У Вінниці : б. в., 1927. – 71 с.
- Сіцінський Ю. Муровані церкви на Поділлі / Ю. Сіцінський. — Львів ; Кам’янець-Подільський : б. в., 1925. – 65, 9 с. – (Українська архітектура).
- Сецинский Е. И. Древнейшие православные церкви в Подолии. Ч. 3 : Каменецкая св. Иоанно-Предтеченская церковь (Старый Собор) / священника Е. Сецинского. — Каменец-Подольский : Тип. Подол. губерн. правления, 1890. – 50 с.

## Цікаві факти
Окрім наукової діяльності мав ряд захоплень — грав на скрипці, малював, займався вирощуванням тюльпанів та троянд, виводив нові сорти, захоплювався також фотографією.

## Вшанування пам'яті
На честь дослідника названо вулиці в Кам'янець-Подільському та Хмельницькому - Сіцінського. Також, висунуто пропозицію встановити в центральній частині міста Кам'янець-Подільський пам'ятник Юхиму Сіцінському.